# Brachychaeteumatidae
Brachychaeteumatidae é uma família de milípedes pertencente à ordem Chordeumatida.
Géneros:
- Brachychaeteuma Verhoeff, 1911
- Hungarosoma Verhoeff, 1928
- Iacksoneuma
- Verhoeffeuma Strasser, 1937